# San Marinees voetbalelftal in 2004
Het San Marinees voetbalelftal speelde in totaal vijf interlands in het jaar 2004, waarvan vier wedstrijden in de kwalificatiereeks voor de WK-eindronde 2006 in Duitsland. De ploeg stond onder leiding van Giampaolo Mazza, en won op 28 april voor het eerst een wedstrijd in het internationale voetbal door Liechtenstein met 1-0 te verslaan. Op de FIFA-wereldranglijst zakte de dwergstaat in 2004 van de 162ste (januari 2004) naar de 164ste plaats (december 2004).

## Balans
| Wedstrijden | Wedstrijden | Wedstrijden | Wedstrijden | Doelpunten | Doelpunten | Doelpunten | Punten |
| Gespeeld    | Winst       | Gelijk      | Verlies     | Voor       | Tegen      | Saldo      | Punten |
| ----------- | ----------- | ----------- | ----------- | ---------- | ---------- | ---------- | ------ |
| 5           | 1           | 0           | 4           | 1          | 13         | –12        | 0.400  |

## Interlands
|                                                              |               |       |               |                                                                                     |
| 28 april Vriendschappelijk № 69 «onderlinge duels» 20:30 uur | San Marino    | 1 – 0 | Liechtenstein | Stadio Olimpico, Serravalle Toeschouwers: 200 Scheidsrechter: Lawrence Sammut (MLT) |
| 28 april Vriendschappelijk № 69 «onderlinge duels» 20:30 uur | Andy Selva 6' |       |               | Stadio Olimpico, Serravalle Toeschouwers: 200 Scheidsrechter: Lawrence Sammut (MLT) |

|                                                               |            |                                                           |                      |                                                                                         |
| 4 september WK-kwalificatie № 70 «onderlinge duels» 20:30 uur | San Marino | 0 – 3                                                     | Servië en Montenegro | Stadio Olimpico, Serravalle Toeschouwers: 1.137 Scheidsrechter: Akmalhan Holmatov (KAZ) |
| 4 september WK-kwalificatie № 70 «onderlinge duels» 20:30 uur |            | 4' Zvonimir Vukić 15' Nenad Jestrović 83' Nenad Jestrović |                      | Stadio Olimpico, Serravalle Toeschouwers: 1.137 Scheidsrechter: Akmalhan Holmatov (KAZ) |

|                                                               |                                                                                            |       |            |                                                                                           |
| 8 september WK-kwalificatie № 71 «onderlinge duels» 18:00 uur | Litouwen                                                                                   | 4 – 0 | San Marino | Darius and Girėnas Stadion, Kaunas Toeschouwers: 4.000 Scheidsrechter: Sokol Jareci (ALB) |
| 8 september WK-kwalificatie № 71 «onderlinge duels» 18:00 uur | Edgaras Jankauskas 18' Edgaras Jankauskas 50' Tomas Danilevičius 65' Andrius Gedgaudas 90' |       |            | Darius and Girėnas Stadion, Kaunas Toeschouwers: 4.000 Scheidsrechter: Sokol Jareci (ALB) |

|                                                              |                                                                                                  |       |            |                                                                                          |
| 13 oktober WK-kwalificatie № 72 «onderlinge duels» 20:00 uur | Servië en Montenegro                                                                             | 5 – 0 | San Marino | Stadion Crvene Zvezde, Belgrado Toeschouwers: 4.000 Scheidsrechter: Lassin Isaksen (FAR) |
| 13 oktober WK-kwalificatie № 72 «onderlinge duels» 20:00 uur | Savo Milošević 35' Dejan Stanković 45' Dejan Stanković 50' Ognjen Koroman 53' Zvonimir Vukić 69' |       |            | Stadion Crvene Zvezde, Belgrado Toeschouwers: 4.000 Scheidsrechter: Lassin Isaksen (FAR) |

|                                                               |            |                         |          |                                                                                        |
| 17 november WK-kwalificatie № 73 «onderlinge duels» 20:30 uur | San Marino | 0 – 1                   | Litouwen | Stadio Olimpico, Serravalle Toeschouwers: 1.457 Scheidsrechter: Karen Nalbandyan (ARM) |
| 17 november WK-kwalificatie № 73 «onderlinge duels» 20:30 uur |            | 41' Deividas Česnauskis |          | Stadio Olimpico, Serravalle Toeschouwers: 1.457 Scheidsrechter: Karen Nalbandyan (ARM) |

## FIFA-wereldranglijst
| JAN | FEB | MAR | APR | MEI | JUN | JUL | AUG | SEP | OKT | NOV | DEC |
| --- | --- | --- | --- | --- | --- | --- | --- | --- | --- | --- | --- |
| 162 | 162 | 163 | 165 | 165 | 167 | 168 | 167 | 169 | 167 | 166 | 164 |

## Statistieken
| Federico Gasperoni     | 1976-09-10 | AS Urbino            | 5 | 0 | 0 |
| Verdediging            |            |                      |   |   |   |
| Simone Bacciocchi      | 1977-01-22 | SS Pennarossa        | 5 | 0 | 0 |
| Alessandro Della Valle | 1982-06-08 | ASD Tropical Coriano | 5 | 0 | 0 |
| Damiano Vannucci       | 1977-07-30 | AC Juvenes/Dogana    | 4 | 1 | 0 |
| Nicola Albani          | 1981-04-15 | SS Murata            | 4 | 0 | 0 |
| Federico Crescentini   | 1982-04-13 | AS Real Misano       | 1 | 0 | 0 |
| Luca Nanni             | 1978-12-12 | SS Murata            | 0 | 1 | 0 |
| Middenveld             |            |                      |   |   |   |
| Alex Gasperoni         | 1984-06-30 | San Marino Calcio    | 5 | 0 | 0 |
| Michele Marani         | 1982-11-16 | SS Pennarossa        | 5 | 0 | 0 |
| Carlo Valentini        | 1982-03-15 | SS Virtus            | 5 | 0 | 0 |
| Marco Domeniconi       | 1984-01-29 | Valleverde Riccione  | 4 | 1 | 0 |
| Michele Moretti        | 1981-10-26 | AC Sammaurese        | 2 | 2 | 0 |
| Riccardo Muccioli      | 1974-08-27 | Baracca Lugo         | 2 | 0 | 0 |
| Bryan Gasperoni        | 1974-09-26 | AS Novafeltria       | 0 | 2 | 0 |
| Giacomo Maiani         | 1982-07-10 | SP Domagnano         | 0 | 2 | 0 |
| Lorenzo Moretti        | 1979-08-20 | AC Gambettola        | 0 | 2 | 0 |
| Luca Bonifazi          | 1982-11-12 | SP Tre Fiori         | 0 | 1 | 0 |
| Aanval                 |            |                      |   |   |   |
| Nicola Ciacci          | 1982-07-07 | PS Forsempronese     | 4 | 1 | 0 |
| Andy Selva             | 1976-05-25 | SPAL 1907 Ferrara    | 2 | 0 | 1 |
| Paolo Montagna         | 1976-05-28 | AC Juvenes/Dogana    | 1 | 2 | 0 |
| Marco De Luigi         | 1978-03-21 | SS Murata            | 1 | 1 | 0 |
| Andrea Ugolini         | 1974-07-23 | SS Virtus            | 1 | 0 | 0 |

FSGC · A-internationals · Bondscoaches · Statistieken · San Marino U21 · San Marino U19 · San Marino U18 · San Marino U17 · San Marino U16
1986 – 1989 · 1990 – 1999 · 2000 – 2009 · 2010 – 2019 · 2020 – 2029
2000 · 2001 · 2002 · 2003 · 2004 · 2005 · 2006 · 
Albanië · 
Andorra ·
Azerbeidzjan ·
België · 
Bosnië en Herzegovina · 
Bulgarije ·
Canada ·
Cyprus ·
Denemarken ·
Duitsland · 
Engeland · 
Estland · 
Faeröer · 
Finland · 
Gibraltar · 
Griekenland · 
Hongarije · 
Ierland · 
IJsland ·
Israël · 
Italië · 
Kaapverdië ·
Kazachstan ·
Kosovo ·
Kroatië · 
Letland · 
Libanon · 
Liechtenstein · 
Litouwen · 
Luxemburg ·
Malta ·
Moldavië ·
Montenegro ·
Nederland · 
Noord-Ierland · 
Noorwegen ·
Oekraïne ·
Oostenrijk · 
Polen · 
Roemenië · 
Rusland · 
Saint Kitts en Nevis ·
Saint Lucia ·
Schotland · 
Servië en Montenegro · 
Seychellen ·
Slovenië · 
Slowakije · 
Spanje · 
Syrië ·
Tsjechië · 
Turkije · 
Wales · 
Wit-Rusland · 
Zweden · 
Zwitserland
Nederland (2011)